# Guano Islands Act
Das Guano Islands Act wurde vom Kongress der Vereinigten Staaten am 18. August 1856 verabschiedet. Dieses nach wie vor gültige Bundesgesetz besagt, dass eine unbewohnte und von niemandem beanspruchte Insel, auf der es eine bestimmte Sorte von abbauwürdigen phosphorhaltigen Vogelexkrementen (Guano) gibt, zum Staatsgebiet der Vereinigten Staaten gehört, wenn sie von einem US-Bürger entdeckt und in Besitz genommen wird. Der Entdecker selbst und seine Rechtsnachfolger erlangen exklusive Abbau- und Verkaufsrechte an den Guano-Vorkommen.
Voraussetzung ist, dass
1. die Insel unbewohnt ist,
2. nicht zum Staatsgebiet einer anderen Nation gehört und dass
3. der amerikanische Bürger in friedlicher Art und Weise von der Insel Besitz nimmt.

“Whenever any citizen of the United States discovers a deposit of guano on any island, rock, or key, not within the lawful jurisdiction of any other government, and not occupied by the citizens of any other government, and takes peaceable possession thereof […]”

Im frühen 19. Jahrhundert erlangte Guano (Quechua-Ausdruck für Vogelexkremente) als Dünger große Bedeutung in der Landwirtschaft. Um 1840 bereiste der amerikanische Walfänger Benjamin Morrel die Pinguininseln vor der Küste Südwestafrikas, konnte jedoch trotz seines 1844 veröffentlichten Buches Geschichte einer Reise zu den südlichen und westlichen Küsten Afrikas und des darin geschilderten Guano-Reichtums keine Investoren für einen Abbau finden. 1855 erfuhr die amerikanische Landwirtschaft von großen Guano-Reserven im Pazifischen Ozean; kurz darauf wurde das Guano Islands Act erlassen. Dieses Gesetz diente allerdings auch dazu, den amerikanischen Einflussbereich zu vergrößern.
Mehr als fünfzig Inseln wurden auf diese Weise unter der zusammenfassenden Bezeichnung United States Minor Outlying Islands zum Staatsgebiet der USA hinzugefügt. Von diesen immer noch unter US-Kontrolle sind Baker Island, Jarvis Island, Howland Island, das Kingmanriff, das Johnston-Atoll und die Midwayinseln.
Navassa Island ist heute ein Naturschutzgebiet und wird seit 1999 vom United States Fish and Wildlife Service verwaltet. Der völkerrechtliche Streit mit Haiti dauert aber noch an. 1971 wurde der Konflikt um die Schwaneninseln, die von Christoph Kolumbus entdeckt worden waren, zugunsten von Honduras beigelegt. Aufgrund des Guano Island Acts beanspruchen einige US-Bürger, aber auch Frankreich und Mexiko, den Besitz der Clipperton-Insel.

## Liste
| Insel                 | Region           | Synonym                                                             |  | Status                   | Lösung der U.S.-Ansprüche --> |
| --------------------- | ---------------- | ------------------------------------------------------------------- |  | ------------------------ | --- |
| Alto Velo Island      | Karibisches Meer | Alta Vela Island; Isla Alto Velo                                    |  | Dominikanische Republik  | Abgelehnt; siehe Alto Velo Claim. |
| Atafu                 | Ozeanien         | Duke of York Group                                                  |  | Tokelau                  | Vertrag von Tokehega |
| Bajo Nuevo Bank       | Karibisches Meer | Petrel Islands                                                      |  | umstritten               | Heute Uninkorporiertes Gebiet der USA. De facto administriert durch Kolumbien; zudem Gebietsansprüche durch Jamaika und Nicaragua. |
| Baker Island          | Ozeanien         | New Nantucket                                                       |  | US Minor Islands         | Uninkorporiertes Gebiet der USA |
| Birnie Island         | Ozeanien         |                                                                     |  | Kiribati                 | Vertrag von Tarawa |
| Butaritari            | Ozeanien         | Makin Atoll, Makin Island, Touching Island                          |  | Kiribati                 | Vertrag von Tarawa |
| Caroline Island       | Ozeanien         | Millennium Island                                                   |  | Kiribati                 | Vertrag von Tarawa |
| Carondelet Reef       | Ozeanien         |                                                                     |  | Kiribati                 | Vertrag von Tarawa |
| Clipperton Island     | Pazifik          | Passion Island                                                      |  | France                   | vertraglich zwischen Mexiko und Frankreich geregelt; danach dennoch von Mexiko beansprucht. |
| Ducie Island          | Ozeanien         |                                                                     |  | Britische Überseegebiete | ruhend. Verwaltung durch Pitcairn Islands. |
| Enderbury Island      | Ozeanien         | Guano Island                                                        |  | Kiribati                 | Vertrag von Tarawa |
| Fakaofo               | Ozeanien         | Bowditch Island                                                     |  | Tokelau                  | Vertrag von Tokehega |
| Flint Island          | Ozeanien         |                                                                     |  | Kiribati                 | Vertrag von Tarawa |
| French Frigate Shoals | Ozeanien         | Kānemilohaʻi                                                        |  | Hawaii                   | zunächst beansprucht mit Newlands Resolution (1898); 1959 zum Bundesstaat Hawaii. |
| Funafuti              | Ozeanien         |                                                                     |  | Tuvalu                   | Vertrag von 1983 |
| Howland Island        | Ozeanien         | Worth Island                                                        |  | US Minor Islands         | Uninkorporiertes Gebiet der USA |
| Isla de Aves          | Karibisches Meer | Isla de Aves                                                        |  | Venezuela                | maritimer Grenzvertrag |
| Îles du Connétable    | Atlantik         | Constable Islands                                                   |  | Frankreich               | Widerrufen. Verwaltung durch Französisch-Guayana. |
| Jarvis Island         | Ozeanien         | Bunker Island                                                       |  | US Minor Islands         | Uninkorporiertes Gebiet der USA |
| Johnston Atoll        | Ozeanien         |                                                                     |  | US Minor Islands         | Uninkorporiertes Gebiet der USA |
| Kanton Island         | Ozeanien         | Canton Island                                                       |  | Kiribati                 | Vertrag von Tarawa |
| Kingman Reef          | Ozeanien         | Danger Rock                                                         |  | US Minor Islands         | Uninkorporiertes Gebiet der USA |
| Kiritimati            | Ozeanien         | Christmas Island                                                    |  | Kiribati                 | Vertrag von Tarawa |
| Lacepede Islands      | Ozeanien         | Lacapade Islands                                                    |  | Australien               | Ansprucherhebung ab 26. Juni 1876; von der US-Regierung 1877 abgelehnt. |
| Makin (Inselgruppe)   | Ozeanien         | Little Makin                                                        |  | Kiribati                 | Vertrag von Tarawa |
| Malden Island         | Ozeanien         | Independence Island                                                 |  | Kiribati                 | Vertrag von Tarawa |
| Manihiki              | Ozeanien         | Island of Pearls                                                    |  | Cook Islands             | Cook Islands–United States Maritime Boundary Treaty |
| Manra                 | Ozeanien         | Sydney Island                                                       |  | Kiribati                 | Vertrag von Tarawa |
| McKean Island         | Ozeanien         | Wigram Island                                                       |  | Kiribati                 | Vertrag von Tarawa |
| Midway Atoll          | Ozeanien         | Middlebrook Islands                                                 |  | US Minor Islands         | Uninkorporiertes Gebiet der USA |
| Minami-Tori-shima     | Ozeanien         | Marcus Island                                                       |  | Japan                    | 1968 an Japan (zuvor an USA gem. Friedensvertrag von San Francisco) |
| Navassa Island        | Karibisches Meer | Navaza                                                              |  | umstritten               | |
| Nikumaroro            | Ozeanien         | Gardner Island                                                      |  | Kiribati                 | Vertrag von Tarawa |
| Niulakita             | Ozeanien         | Sophia Island                                                       |  | Tuvalu                   | Tuvalu–US-Vertrag von 1983 |
| Nukufetau             | Ozeanien         |                                                                     |  | Tuvalu                   | Vertrag von 1983 |
| Nukulaelae            | Ozeanien         |                                                                     |  | Tuvalu                   | Vertrag von 1983 |
| Nukunonu              | Ozeanien         | Duke of Clarence Island                                             |  | Tokelau                  | Vertrag von Tokehega |
| Orona                 | Ozeanien         | Hull Island                                                         |  | Kiribati                 | Vertrag von Tarawa |
| Palmyra-Atoll         | Ozeanien         |                                                                     |  | US Minor Islands         | Uninkorporiertes Gebiet der USA. Annexion Hawaiis (1898) |
| Penrhyn Island        | Ozeanien         | Tongareva                                                           |  | Cook Islands             | Maritimer Grenzvertrag |
| Pukapuka              | Ozeanien         | San Bernardo Island                                                 |  | Cook Islands             | Maritimer Grenzvertrag |
| Quita Sueño Bank      | Karibisches Meer | Quitasueño                                                          |  | Kolumbien                | Vásquez–Saccio-Vertrag von 1972 |
| Rakahanga             | Ozeanien         | Grand Duke Alexander Island                                         |  | Cook Islands             | Martitimer Grenzvertrag |
| Rawaki Island         | Ozeanien         | Phoenix Island                                                      |  | Kiribati                 | Vertrag von Tarawa |
| Roncador Bank         | Karibisches Meer |                                                                     |  | Kolumbien                | Vásquez–Saccio Vertrag von 1972 |
| Rosalind Bank         | Karibisches Meer | Rosa Linda Bank                                                     |  | Disputed                 | Ausschließliche Wirtschaftszone mehrerer Nationen. Der kolumbianisch-amerikanische Vásquez–Saccio-Vertrag von 1972 erwähnt diese Entität nicht. Verwaltet durch Kolumbien; beansprucht von Nicaragua, Honduras, Vereinigte Staaten und Jamaika. |
| Scorpion Reef         | Golf von Mexiko  | Arrecife Alacranes (Isla Pérez, Isla Chica, Isla Pájaros)           |  | Mexiko                   | aufgegeben 1894 |
| Serrana Bank          | Karibisches Meer |                                                                     |  | Kolumbien                | Vásquez–Saccio-Vertrag von 1972 |
| Serranilla-Bank       | Karibisches Meer |                                                                     |  | umstritten               | Heute Uninkorporiertes Gebiet der USA. Kolumbien und Jamaika einigten sich auf ein Kondominium auf das Außenwirtschaftsgebiet Serranilla; zudem erhebt Nicaragua Gebietsansprüche.                                                              |
| Starbuck Island       | Ozeanien         | Volunteer Island                                                    |  | Kiribati                 | Vertrag von Tarawa |
| Swains Island         | Ozeanien         | Olohega, Olosega, Quirós, Isla de la Gente Hermosa, Jennings Island |  | American Samoa           | Vertrag von Tokehega |
| Islas del Cisnes      | Karibisches Meer | Islas Santanilla                                                    |  | Honduras                 | Grenzvertrag von 1972 |
| Tabuaeran             | Ozeanien         | Fanning Island                                                      |  | Kiribati                 | Vertrag von Tarawa |
| Teraina               | Ozeanien         | Washington Island                                                   |  | Kiribati                 | Vertrag von Tarawa |
| Vostok Island         | Ozeanien         | Staver Island                                                       |  | Kiribati                 | Vertrag von Tarawa |
| Winslow Reef          | Ozeanien         |                                                                     |  | Kiribati                 | Vertrag von Tarawa |

## Abbildungen

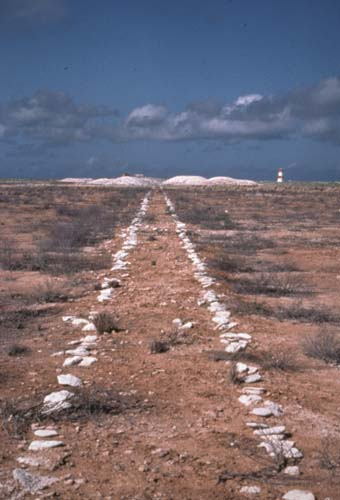
Guano-Transportfahrspur auf Jarvis Island
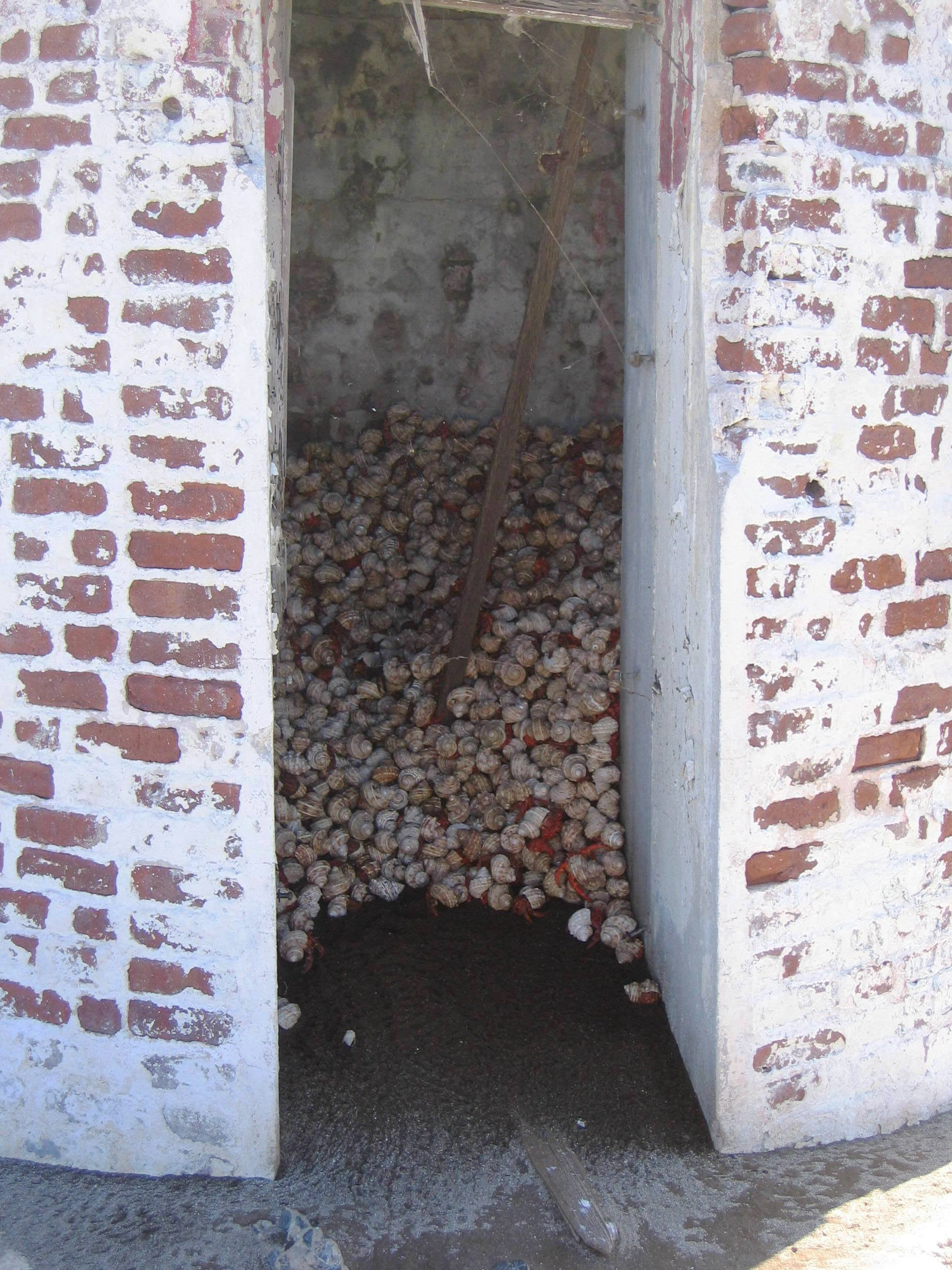
Einsiedlerkrebse auf Baker Island
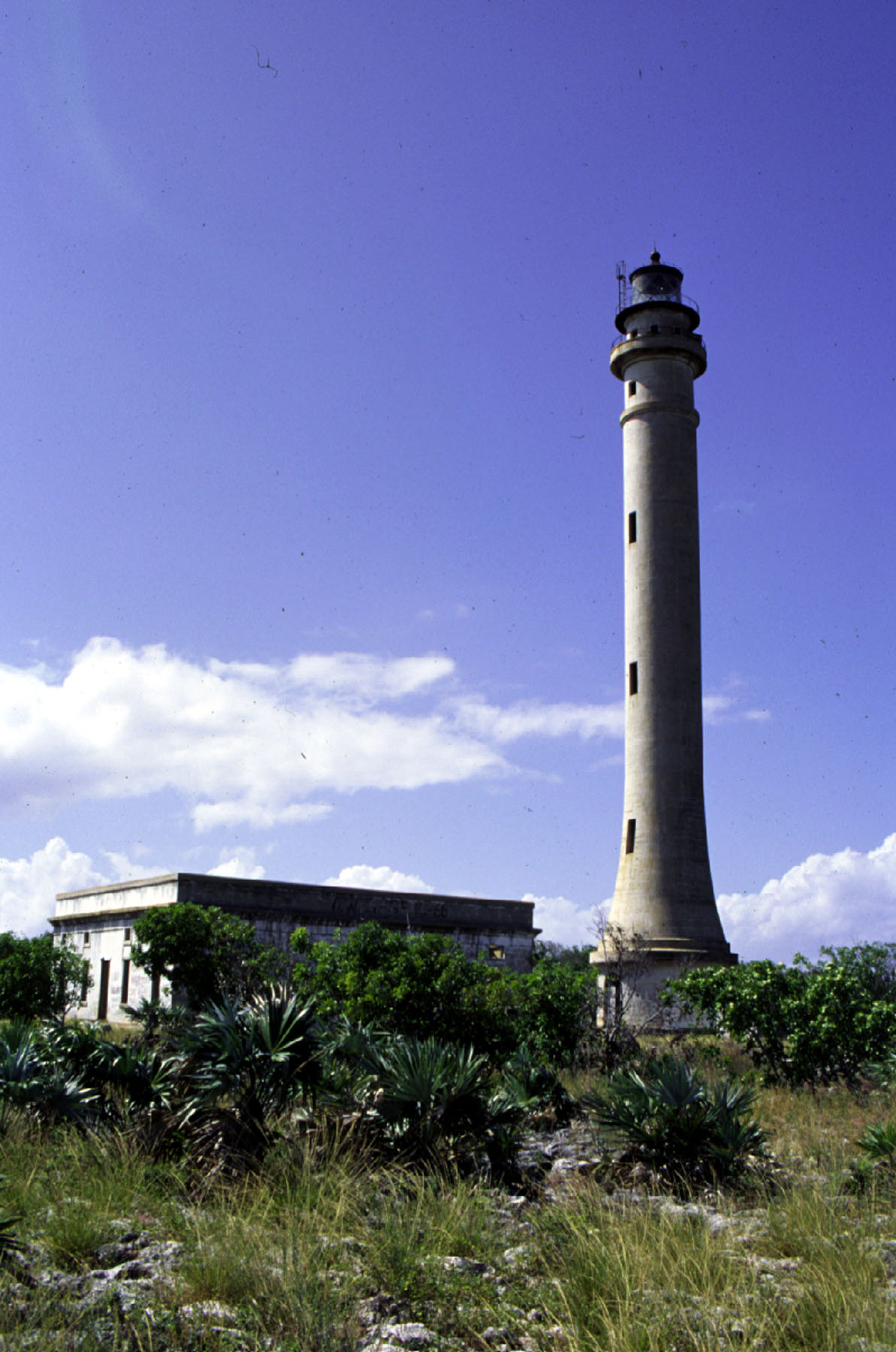
Leuchtturm auf Navassa Island